# Torphichen
Torphichen (Tòrr Fhitheachan in lingua gaelica scozzese) è una località della Scozia, situata nell'area di consiglio del Lothian Occidentale.